# 山下美知子
山下 美知子（やました みちこ、1948年2月 - ）は、日本の言語学者。専門はフィリピン言語研究。元東京外国語大学准教授。

## 来歴
- 1972年3月　東京外国語大学外国語学部インドシナ語学科卒業
- 1980年9月　国立フィリピン大学大学院言語学専攻修士課程修了
- 1988年3月　国立フィリピン大学大学院言語学専攻博士課程退学
- 1992年4月　東京外国語大学外国語学部 講師
- 2003年4月　東京外国語大学外国語学部 助教授
- 2009年4月　東京外国語大学世界言語社会教育センター（言語教育支援部門）准教授（組織改編により所属変更）
- 2013年3月　東京外国語大学 定年退職

## 編著書
- 「日本語―タガログ語辞典」、東京外国語大学、792、2005年
- 『フィリピン日常会話』（単著）、日東書院、183、1996年
- 『フリーウェイタガログ語』（共著）、ナツメ社、203、1994年
- 『ピリピーノ語会話練習帳』（単著）、大学書林、141、1987年

| スタブアイコン | サブスタブ | この項目は、まだ閲覧者の調べものの参照としては役立たない、人物に関連した書きかけの項目です。この項目を加筆・訂正などしてくださる協力者を求めています（P:人物伝/PJ:人物伝）。 |